# Albert Naccache
Pour les articles homonymes, voir Naccache.
 (avril 2025).
La mise en forme du texte ne suit pas les recommandations de Wikipédia : il faut le « wikifier ».
Les points d'amélioration suivants sont les cas les plus fréquents :
- Les titres sont pré-formatés par le logiciel. Ils ne sont ni en capitales, ni en gras.
- Le texte ne doit pas être écrit en capitales (les noms de famille non plus), ni en gras, ni en italique, ni en « petit »…
- Le gras n'est utilisé que pour surligner le titre de l'article dans l'introduction, une seule fois.
- L'italique est rarement utilisé : mots en langue étrangère, titres d'œuvres, noms de bateaux, etc.
- Les citations ne sont pas en italique mais en corps de texte normal. Elles sont entourées par des guillemets français : « et ».
- Les listes à puces sont à éviter, des paragraphes rédigés étant largement préférés. Les tableaux sont à réserver à la présentation de données structurées (résultats, etc.).
- Les appels de note de bas de page (petits chiffres en exposant, introduits par l'outil «  Source ») sont à placer entre la fin de phrase et le point final[comme ça].
- Les liens internes (vers d'autres articles de Wikipédia) sont à choisir avec parcimonie. Créez des liens vers des articles approfondissant le sujet. Les termes génériques sans rapport avec le sujet sont à éviter, ainsi que les répétitions de liens vers un même terme.
- Les liens externes sont à placer uniquement dans une section « Liens externes », à la fin de l'article. Ces liens sont à choisir avec parcimonie suivant les règles définies. Si un lien sert de source à l'article, son insertion dans le texte est à faire par les notes de bas de page.
- La présentation des références doit suivre les conventions bibliographiques. Il est recommandé d'utiliser les modèles {{Ouvrage}}, {{Chapitre}}, {{Article}}, {{Lien web}} et/ou {{Bibliographie}}. Le mode d'édition visuel peut mettre en forme automatiquement les références.
- Insérer une infobox (cadre d'informations à droite) n'est pas obligatoire pour parachever la mise en page.

Pour une aide détaillée, merci de consulter Aide:Wikification.
Si vous pensez que ces points ont été résolus, vous pouvez retirer ce bandeau et améliorer la mise en forme d'un autre article.
 (avril 2025).
Motif : notoriété non démontrée par des sources secondaires indépednantes pérennes et de qualité. on ne source pas une personne par ses propres écrits.
- Archive Wikiwix
- Bing
- Cairn
- DuckDuckGo
- E. Universalis
- Gallica
- Google
- G. Books
- G. News
- G. Scholar
- Persée
- Qwant
- (zh) Baidu
- (ru) Yandex
- (wd) trouver des œuvres sur Wikidata

| 1. | Préciser le motif de la pose du bandeau. | Précisez le motif de la pose du bandeau en utilisant la syntaxe suivante : {{admissibilité à vérifier\|date=août 2025\|motif=remplacez ce texte par le motif}}                       |
| 2. | Informer les utilisateurs concernés.     | Pensez à avertir le créateur de l'article, par exemple, en insérant le code ci-dessous sur sa page de discussion : {{subst:avertissement admissibilité à vérifier\|Albert Naccache}} |

Né en 1884 au Liban sous le régime de la Moutassarrifiya turque, Albert Naccache (en arabe ألبؠݛ نقاش), est l’un des premiers ingénieurs libanais. Premier Directeur des Travaux publics de l'État du Grand Liban, il a joué un rôle important dans de nombreux travaux d’infrastructure et de développement du Liban de 1914 à 1951. En parallèle à ses activités d’ingénieur, il a publié de nombreux articles sur l’économie politique du Liban dans lesquels il insisté sur la nécessité de développer l'industrie. Alors qu'il plaçait en 1919 d'immenses espoirs dans le Mandat français, il en est devenu progressivement de plus en plus critique.

## Biographie
Contre l'avis de son père, Naccache part étudier en Suisse. Il obtient le titre d'ingénieur mécanique de l’Université de Lausanne en 1911.
Après avoir travaillé trois ans en Allemagne et en Russie, il est de retour au Liban en 1914. Il occupe successivement plusieurs postes dont ceux d’ingénieur en chef des travaux publics, inspecteur de l’agriculture, conseiller technique de la Compagnie des Eaux de Beyrouth et conseiller de la Société Anonyme Ottomane du Gaz de Beyrouth.
A le demande du moutassaref Ismail Hakki Bey, il réalise une étude intitulée « Aperçu sur la situation économique du Mont-Liban ». Il s'agit d'une contribution notable au recueil d'études publié Hakki Bey en 1917.
Dès l’entrée des Français en novembre 1918, il est nommé Chef du bureau des Travaux publics. La première année de son mandat est axée sur la réhabilitation des routes et services de base pour pouvoir atteindre et aider rapidement les villages très touchés par la famine. Une fois le Mandat français officialisé, il devient Directeur des Travaux publics.
La dégradation de ses relations avec les autorités mandataires ainsi que des difficultés politiques qui entravent ses projets le conduisent à démissionner de son poste en 1923.
Il consacre l'essentiel des années vingt à établir les plans et construire les premières usines hydroélectriques du Liban dont les plus connues sont celles de la Kadicha et de Zahlé.
Dans les années trente, il travaille sur plusieurs dossiers en parallèle. Il conçoit un projet de planification intégrale des eaux libanaises et un un barrage sur la rivière Litani.Il est le promoteur d’un projet portant sur la construction d’une usine hydroélectrique pour la production d’engrais agricoles sur le Litani en 1930 (refusé par les autorités mandataires). Il conçoit, construit et exploite une savonnerie orientale à Sin el Fil (inaugurée en 1934). Il est le promoteur de 1927 à 1940 d’un projet de salines sur le littoral (refusé par les autorités mandataires pour protéger les importateurs de sel). Il rédige plusieurs analyses sur l’économie libanaise publiées dans L’Orient,,.
Par ailleurs, il invente un moteur à huile lourde et faible consommation au milieu des années trente, le raffine progressivement et obtient plusieurs brevets (Europe et USA).
Albert Naccache décède en 1954.

## La planification intégrale des eaux
Partisan dès 1914 d'une utilisation complète et optimale des sources d’eau du Liban, il propose publiquement un projet de planification intégrale en 1933.
Le but de cette planification est l’établissement des parts respectives de chaque utilisation possible de l’eau, soit l’irrigation, l’eau potable et l’énergie hydroélectrique et la définition un cadre national cohérent des travaux à mener. Naturellement, la planification vise l'insertion harmonieuse des projets hydrauliques futurs dans le cadre défini par la planification. Un moratoire temporaire sur les projets hydrauliques est donc nécessaire tant que la planification n’est pas établie.
Même si son initiative ne suscite aucun intérêt de la part de quiconque pendant de longues années, il persévère jusqu’au bout et présente publiquement les résultats sa planification en 1946. En 1950, alors qu’il récupère d’un accident cardio-vasculaire, il confie à Maurice Gemayel la promotion de sa planification auprès du Gouvernement libanais et lui confie les résultats de ses travaux. La Planification « Gemayel – Naccache » sera adoptée par le gouvernement libanais le 19 août 1952. Quelques jours plus tard le gouvernement se contredit en octroyant une concession privée…

## Politique
Naccache s’est exprimé à plus d’une reprise sur les questions de fond. Il est simultanément libaniste et partisan d’une intégration de l’économie libanaise à celles de la Syrie et l’Irak. Il proposera d’ailleurs plusieurs projets pour la Syrie. Il estime aussi que le gouvernement confessionnel « retarde seulement de cinq siècles » et que « l’estomac a des besoins qui ne sont pas confessionnels ». Il est aussi en faveur de l’impôt progressif sur le revenu, l’instruction primaire obligatoire, la protection des travailleurs par le biais d’assurances obligatoires et l’organisation de syndicats de travailleurs et producteurs. A cette époque, de telles propositions sont associées aux socialistes.

## La politique économique
Ayant établi le déficit de la balance publique du Liban en 1917, Naccache n’aura de cesse de se plaindre de l’absence de production industrielle locale sous le prétexte, qu’il estime fallacieux, du manque de ressources naturelles. Fervent partisan d’une industrialisation intelligente, il écrit par exemple en 1932 : « Il nous semble illusoire de demander une indépendance politique quand on ne peut pas produire une aiguille, un fusil, une mitrailleuse […] ».
Le contraste entre les visions politiques économique et sociale du Liban qu'ont Albert Naccache et Michel Chiha est extrêmement fort. Sans surprise, les idées de Chiha ont eu un impact majeur sur la vie politique du Liban tandis que celles de Naccache n'en ont pas eu.